# Ecpyrrhorrhoe digitaliformis
Ecpyrrhorrhoe digitaliformis is een vlinder uit de familie grasmotten (Crambidae). De wetenschappelijke naam van de soort is voor het eerst geldig gepubliceerd in 2004 door Dan-Dan Zhang, Hou-Hun Li & Shu-xia Wang.

## Type
- holotype: "male. 13.VII.2001. Coll. D.D. Zhang. genitalia slide ZDD02107"
- instituut: DBNK, Tianjin, China
- typelocatie: "China, Henan, Xinyang, 32.06°N, 114.07°N, 700 m"